# Generation Swine
| Recensione    | Giudizio |
| ------------- | -------- |
| AllMusic      |          |
| Rolling Stone |          |

Generation Swine è il settimo album in studio del gruppo musicale statunitense Mötley Crüe, pubblicato il 24 giugno 1997 dalla Elektra Records.
È il primo album realizzato dopo il rientro in formazione di Vince Neil e fra le varie tracce spicca la versione '97 di Shout at the Devil quale tentativo di creare un ponte tra la musica degli anni '80 e il nuovo sound della band.

## Tracce
1. Find Myself – 2:51 (Nikki Sixx, Tommy Lee, Mick Mars)
2. Afraid – 4:07 (Sixx)
3. Flush – 5:03 (Sixx, Lee, John Corabi)
4. Generation Swine – 4:39 (Sixx, Lee)
5. Confessions – 4:21 (Lee, Mars)
6. Beauty – 3:47 (Sixx, Lee, Scott Humphrey)
7. Glitter – 5:00 (Sixx, Humphrey, Bryan Adams)
8. Anybody Out There? – 1:50 (Sixx, Lee)
9. Let Us Prey – 4:22 (Sixx, Corabi)
10. Rocketship – 2:05 (Sixx)
11. A Rat Like Me – 4:13 (Sixx)
12. Shout at the Devil '97 – 3:43 (Sixx)
13. Brandon – 3:25 (Lee)

### Tracce bonus edizione rimasterizzata (2003)
1. Afraid (Swine/Jimbo Mix) – 3:58 (Sixx)
2. Wreck Me – 4:19 (Sixx, Lee, Mars, Vince Neil)
3. Kiss the Sky – 4:47 (Sixx, Lee, Mars, Neil, Corabi)
4. Rocketship (early demo) – 1:37 (Sixx)
5. Confessions (demo, Lee on vocals) – 3:35 (Lee, Mars)
6. Afraid (video)

## Formazione

### Gruppo
- Vince Neil – voce
- Mick Mars – chitarra
- Nikki Sixx – basso, voce (traccia 10)
- Tommy Lee – batteria, pianoforte, voce (traccia 13)

### Altri musicisti
- Scott Humphrey – sintetizzatore
- David Darling – chitarra
- David Paich – pianoforte
- Suzie Katayama – violoncello
- Bennet Salve – strumenti ad arco
- Robin Zander – cori (traccia 7)
- Rick Nielsen – cori (traccia 7)

### Produzione
- Scott Humphrey – produzione
- Lenny DeRose – ingegneria del suono
- Tom Baker – mastering
- Duke Woolsoncroft – direzione artistica